# Znanost u 2017.
◄◄ | ◄ | 2014. | 2015. | 2016. | 2017.  | 2018. | 2019. | 2020. | ► | ►►
Arhitektura • Astronautika • Astronomija • Biologija • Film • Fotografija • Glazba • Kazalište • Kemija • Kiparstvo • Knjige • Književnost • Kršćanstvo • Meteorologija • Medicina • Planinarstvo • Politika • Pravo • Promet • Slikarstvo • Strip • Šport • Televizija • Znanost • Zrakoplovstvo • Željeznički promet
Znanost u 2017.

## Svijet

### Smrti
- 20. prosinca − Harold Barclay, kanadski antropolog (* 1924.)

## Vanjske poveznice
|  | Zajednički poslužitelj ima još gradiva o temi Znanost u 2017. |